# Ripcord
| Оценки критиков           | Оценки критиков |
| Источник                  | Оценка          |
| ------------------------- | --------------- |
| ABC News                  | [ 1 ]           |
| Allmusic                  | [ 2 ]           |
| Entertainment Weekly      | B-              |
| The Sydney Morning Herald | [ 4 ]           |

Ripcord — девятый студийный альбом австралийского исполнителя кантри-музыки Кита Урбана, выпущенный 6 мая 2016 года на студии Capitol Records. В записи альбома участвовали  Pitbull, гитарист Найл Роджерс и певица Кэрри Андервуд. Диск дебютировал на № 1 в американском кантри-чарте Top Country Albums (став 5-м диском № 1 в кантри-чарте) и на позиции № 2 в общенациональном хит-параде Billboard 200 с тиражом 106,000 единиц (включая 93,000 истинных продаж).

## История
Альбом получил положительные и умеренные отзывы музыкальных критиков и изданий: ABC News, AllMusic, EW, The Sydney Morning Herald.
Альбом дебютировал на позиции № 1 в Австралии и № 21 в Новой Зеландии, оставаясь на вершине и на вторую наделю. Альбом был сертифицирован в платиновом статусе за тираж более 70,000 единиц в Австралии.
Альбом дебютировал на позиции 3 в Канаде (Canadian Albums) сертифицирован в золотом статусе за тираж более 40 000 единиц.
В США альбом дебютировал на позиции № 1 в общенациональном хит-параде кантри-музыки Billboard́s Top Country Albums, став для Урбана его 5-м чарттоппером. Он также достиг № 4 в Billboard 200, с тиражом 106 000 единиц (93 000 копий). Он оставался на вершине кантри-чарта Top Country Albums и вторую неделю. 7 апреля 2017 года был сертифицирован в платиновом статусе RIAA. К октябрю 2017 тираж достиг 692,400 копий в США.

## Синглы
Альбомный лид-сингл «John Cougar, John Deere, John 3:16» вышел 9 июня 2015 года. Он достиг позиции № 40 в американском общенациональном хит-параде Hot 100 и № 2 в Hot Country Songs и Country Airplay. Эта песня была номинирована премию Грэмми в категории Best Country Solo Performance на 58-й Церемонии Грэмми, но уступила песне «Traveler» (Chris Stapleton).
Второй сингл «Break on Me» вышел 23 октября и достиг № 1 в чарте Country Airplay  (став там для Урбана его 19-м кантри-радио чарттоппером), № 6 в чарте Hot Country Songs и № 54 в Hot 100.
Третий сингл «Wasted Time» достиг первого места в хит-параде Billboard Country Airplay (став там для Урбана его 20-м чарттоппером) и позиции № 4 в Hot Country Songs и № 51 в US Billboard Hot 100. Чарт Country Airplay он возглавил на 13-ю неделю нахождения в нём и оставался на вершине две недели. К августу 2016 года его тираж составил 269,000 копий в США.
Четвёртый сингл «Blue Ain't Your Color» вышел 30 июля 2016 года через Snapchat. Он достиг первого места в двух кантри-чартах (Hot Country Songs и Country Airplay) и № 24 в Hot 100.

## Признание
Альбом получил номинацию на премию на 50-й ежегодной церемонии Country Music Association Awards в категории Альбом года.
| Год  | Ассоциация              | Категория                               | Результат |
| ---- | ----------------------- | --------------------------------------- | --------- |
| 2016 | CMA Awards              | Album of the Year                       | Номинация |
| 2017 | 59-я церемония «Грэмми» | Премия «Грэмми» за лучший кантри-альбом | Номинация |
| 2017 | ACM Awards              | Album of the Year                       | Номинация |
| 2017 | Billboard Music Awards  | Top Country Album                       | Номинация |

## Список композиций
Источники:
| №                   | Название                                                       | Автор(ы)                                          | Продюсеры                   | Длительность |
| ------------------- | -------------------------------------------------------------- | ------------------------------------------------- | --------------------------- | ------------ |
| 1.                  | «Gone Tomorrow (Here Today)»                                   | Keith Urban Jeff Bhasker Samuel Tyler Johnson     | Urban Bhasker Tyler Johnson | 2:48         |
| 2.                  | «John Cougar, John Deere, John 3:16»                           | Shane McAnally Ross Copperman Josh Osborne        | Urban Dann Huff             | 3:42         |
| 3.                  | «Wasted Time»                                                  | Urban Greg Wells James Abrahart                   | Urban Wells                 | 3:53         |
| 4.                  | «Habit of You»                                                 | Nitzan Kaikov Jackson Morgan                      | Urban K-Kov                 | 3:44         |
| 5.                  | «Sun Don't Let Me Down» (при участии Найла Роджерса & Pitbull) | Urban busbee Nile Rodgers Armando Christian Perez | Urban busbee Rodgers        | 3:23         |
| 6.                  | «Gettin' in the Way»                                           | Emily Weisband Jordan Reynolds David Hodges       | Urban Huff                  | 3:48         |
| 7.                  | «Blue Ain't Your Color»                                        | Steven Lee Olsen Hillary Lindsey Clint Lagerberg  | Urban Huff                  | 3:50         |
| 8.                  | «The Fighter» (при участии Кэрри Андервуд)                     | Urban busbee                                      | Urban busbee                | 3:04         |
| 9.                  | «Break on Me»                                                  | Copperman Jon Nite                                | Urban Nathan Chapman        | 3:29         |
| 10.                 | «Boy Gets a Truck»                                             | Ash Bowers Aaron Scherz                           | Urban Huff                  | 3:29         |
| 11.                 | «Your Body»                                                    | Urban busbee                                      | Urban busbee                | 2:45         |
| 12.                 | «That Could Still Be Us»                                       | Jason Duke Jesse Lee Jonathan Price               | Urban Johnny Price          | 3:57         |
| 13.                 | «Worry 'Bout Nothin'»                                          | Chris Tompkins Rodney Clawson Josh Kear           | Urban Huff                  | 3:50         |
| Общая длительность: | Общая длительность:                                            | Общая длительность:                               | Общая длительность:         | 45:42        |

## Позиции в чартах и сертификация

### Альбом
| Чарт (2016)                              | Высшая позиция |
| ---------------------------------------- | -------------- |
| Австралия (ARIA)                         | 1              |
| Бельгия/Фландрия (Ultratop)              | 183            |
| Канада (Canadian Albums Chart)           | 3              |
| Новая Зеландия (RMNZ)                    | 15             |
| Великобритания (UK Country Albums Chart) | 4              |
| США (Billboard 200)                      | 4              |
| США (Billboard Top Country Albums)       | 1              |

### Сертификации и продажи
| Регион | Сертификация  | Продажи  |
| --- | ------------- | -------- |
| Австралия (ARIA) | 2× Платиновый | 140 000^ |
| Канада (Music Canada) | Золотой       | 40 000^  |
| США (RIAA) | Платиновый    | 734,500  |
| * Данные о продажах приведены только на основе сертификации. ^ Данные о тиражах приведены только на основе сертификации. |               |          |